# Максиміліан Левчин
Максиміліан (Макс) Левчин (нар. 11 липня 1974, Київ, Українська РСР, СРСР) — американський підприємець українського походження, співзасновник та головний інженер PayPal, віце-президент з розробки в компанії Google.

## Життєпис
Народився в Києві в інтелігентній єврейській родині. Батько — Рафаель Левчин, поет і художник, мати — Ельвіна Зельцман, науковиця-фізик, програміст, мультимедійна художниця. Батьки разом займалися видавничою діяльністю, перекладами художньої літератури, мультимедійними перформансами.
Макс теж малював з дитинства. Разом з батьком Рафаелем Левчиним входив до складу Київського клубу любителів фантастики «Зоряний шлях», у співавторстві з батьком написав фантастичну прозу в книзі «Остаточний текст та інші ідилії».К., 2006..
Ім'я Максиміліан дано на честь українського художника і поета Максиміліана Волошина-Кірієнка.
У 1991-му, коли юнакові минуло 16, його сім'я дістала політичний притулок у США.
Закінчив Університет Іллінойсу в Урбана-Шампейн (штат Іллінойс, США). Живе в передмісті Сан-Франциско.
До того як стати співзасновником PayPal, запустив три стартапи, які всі не принесли прибутку.
Перші великі гроші на стартапі заробив у 2002 році, коли eBay придбала платіжну систему PayPal за $1,5 млрд. Йому як одному зі співзасновників належало тоді 2,3 %, і він отримав унаслідок поглинання системи приблизно $34 млн.
У 2004 запустив власний стартап Slide, головною розробкою якого був сервіс зручного відображення великої кількості фотографій для користувачів соціальної мережі MySpace. Пізніше Slide переорієнтувався на створення соціальних сервісів для MySpace та Facebook.
Станом на січень 2021 року став мільярдером.